# Léo Barré
Pour les articles homonymes, voir Barré.

a Compétitions nationales et continentales officielles uniquement.

b Matchs officiels uniquement.
Dernière mise à jour le 19 juillet 2025.
Léo Barré, né le 20 août 2002 au Chesnay (Yvelines), est un joueur international français de rugby à XV jouant aux postes de demi d'ouverture ou d'arrière au Stade français.

## Biographie

### Jeunesse et formation
Léo Barré est né au Chesnay, dans les Yvelines,,.
C'est à Versailles — à seulement 6 ans — que le jeune joueur commence la pratique du rugby à XV, dans le club du Rugby Club de Versailles où évoluaient déjà son père, son grand-père et son arrière-grand-père,,.
Il rejoint par la suite le RC Massy avec les moins de 12 ans, intégrant en parallèle de sa formation dans le club massicois le pôle espoirs du lycée Lakanal à Sceaux, en 2017,.
En juin 2019, Barré est nommé meilleur espoir du rugby francilien par Le Parisien, qui récompense les jeunes les plus prometteurs dans différentes disciplines.
Dans le giron de la Fédération française de rugby dès les moins de 17 ans,, il est sélectionné avec les moins de 18 en 2019 pour une tournée en Afrique du Sud alors qu'il n'a que 16 ans,,.
Il s'illustre dès ses débuts en Afrique : formant la charnière titulaire avec Nolann Le Garrec, il marque un essai dès la 3e minute, aidant les siens à battre l'Afrique du Sud 19-43 à Stellenbosch,. Il est ensuite titulaire au centre contre l'Angleterre puis remplaçant contre le pays de Galles ; la France enchaîne deux courtes défaites pour terminer sa tournée africaine.
Suivi de près par la fédération, il semble destiné à jouer avec les moins de 20 ans en 2020 bien qu'il en ait seulement 17, notamment pour le Championnat du monde junior. L'édition 2020 est cependant annulée du fait du confinement.
Au cours de l'été 2020, il rejoint le Stade français, club partenaire du RCME qui joue alors en Fédérale 1. Il signe un contrat de deux ans plus une année optionnelle avec le club de Top 14,,.
Lors de la saison 2020-2021, Barré intègre le Pôle France,, et malgré l'absence de rencontre internationale avant l'été 2021, il participe à plusieurs stages à Marcoussis autour de la prise de responsabilité et le leadership avec les Bleuets, aux côtés de grands espoirs du rugby français comme Joshua Brennan ou Matthias Haddad,,,. Bien que le Tournoi soit reporté, il fait également partie des joueurs convoqués pour sa préparation début 2021.

### Débuts professionnels au Stade français (depuis 2021)
Il fait ses débuts avec le club parisien le 13 février 2021, lors d'un déplacement à Bordeaux en championnat, où il remplace Adrien Lapègue à la 65e minute,.
En juin 2022, il participe aux Six Nations Summer Series avec les Bleuets.
En novembre 2022, il est appelé avec les Barbarians français, dans un groupe de 23 joueurs, pour affronter les Fidji au Stade Pierre-Mauroy.
À l'issue de la saison 2022-2023, il est appelé dans une liste de 23 joueurs pour participer à un stage avec les Bleus. Cette liste est marquée par l'absence des joueurs étant demi-finalistes du championnat.
À la fin de la saison 2022-2023, il est nommé pour les Oscars d'Or et Espoir aux Oscars du Midi olympique, récompensant respectivement le meilleur joueur français et le meilleur jeune joueur français de la saison.
En août 2024, le Stade Français annonce la prolongation de son contrat jusqu'en juin 2029, alors que son contrat précédent arrivait à échéance à l'été 2025.

### Débuts internationaux (2024)
En janvier 2024, il est convoqué pour s'entraîner en équipe de France en vue de la première journée du Tournoi des Six Nations. Finalement, quelques jours plus tard, il est sélectionné dans le groupe définitif pour préparer la première journée contre l'Irlande. Il est de nouveau convoqué en juin 2024 pour participer à la tournée de l'équipe de France en Amérique du Sud où il dispute deux matchs contre l'Argentine. Il fait partie du groupe qui remporte le Tournoi des Six Nations en 2025.

## Statistiques

### En club
| Saison    | Saison         | Championnat | Championnat | Championnat | Championnat | Championnat | Championnat | Championnat | Compétitions de l'EPCR | Compétitions de l'EPCR | Compétitions de l'EPCR | Compétitions de l'EPCR | Compétitions de l'EPCR | Compétitions de l'EPCR | Compétitions de l'EPCR |
| Saison    | Saison         | Compétition | M           | Pts         | Ess.        | Pén.        | Tr.         | Dp.         | Compétition            | M                      | Pts                    | Ess.                   | Pén.                   | Tr.                    | Dp.                    |
| --------- | -------------- | ----------- | ----------- | ----------- | ----------- | ----------- | ----------- | ----------- | ---------------------- | ---------------------- | ---------------------- | ---------------------- | ---------------------- | ---------------------- | ---------------------- |
| 2020-2021 | Stade français | Top 14      | 3           | -           | -           | -           | -           | -           | Challenge européen     | -                      | -                      | -                      | -                      | -                      | -                      |
| 2021-2022 | Stade français | Top 14      | 16          | 27          | 1           | 6           | 2           | -           | Coupe d'Europe         | 5                      | 5                      | 1                      | -                      | -                      | -                      |
| 2022-2023 | Stade français | Top 14      | 26          | 69          | 3           | 6           | 18          | -           | Challenge Cup          | 3                      | 19                     | 1                      | 2                      | 4                      | -                      |
| 2023-2024 | Stade français | Top 14      | 24          | 16          | 2           | -           | 3           | -           | Champions Cup          | 3                      | 5                      | 1                      | -                      | -                      | -                      |
| Total     | Total          | Top 14      | 69          | 112         | 6           | 12          | 23          | -           | Compétitions EPCR      | 11                     | 29                     | 3                      | 2                      | 4                      | -                      |

### Internationales

#### France moins de 20 ans
Léo Barré a disputé dix matchs avec l'équipe de France des moins de 20 ans en deux saisons, prenant part à deux éditions du tournoi des Six Nations en 2021 et 2022, et à une édition du Six Nations Summer Series en 2022. Il a inscrit un essai, cinq pénalités et six transformations, soit 32 points.

#### XV de France
Au 19 juillet 2025, Léo Barré compte 9 sélections, dont 9 en tant que titulaire, pour quatre essais marqués, depuis le 10 mars 2024 contre l'équipe du Pays de Galles à Cardiff. Il a pris part à deux éditions du Tournoi des Six Nations en 2024 et 2025. 
| Année | Compétition | Matchs | Points | Essais | Transf. | Drops | Pénal. |
| ----- | ----------- | ------ | ------ | ------ | ------- | ----- | ------ |
| 2024  | Six Nations | 2      | 5      | 1      | -       | -     | -      |
| 2024  | Test matchs | 4      | -      | -      | -       | -     | -      |
| 2025  | Six Nations | 1      | 10     | 2      | -       | -     | -      |
| 2025  | Test matchs | 2      | 5      | 1      | -       | -     | -      |
| Total | Total       | 9      | 20     | 4      | -       | -     | -      |

| Numéro | Date            | Lieu                               | Adversaire       | Compétition                  | Résultat | Score |
| ------ | --------------- | ---------------------------------- | ---------------- | ---------------------------- | -------- | ----- |
| 1      | 16 mars 2024    | Groupama Stadium, Décines-Charpieu | Angleterre       | Tournoi des Six Nations 2024 | Victoire | 33-31 |
| 2      | 23 février 2025 | Stadio Olimpico, Rome              | Italie           | Tournoi des Six Nations 2025 | Victoire | 24-73 |
| 3      | 23 février 2025 | Stadio Olimpico, Rome              | Italie           | Tournoi des Six Nations 2025 | Victoire | 24-73 |
| 4      | 12 juillet 2025 | Sky Stadium, Wellington            | Nouvelle-Zélande | Test match                   | Défaite  | 43-17 |

## Palmarès

### En club
Néant

### En équipe nationale
- France
  - Vainqueur du Tournoi des Six Nations en 2025

#### Tournoi des Six Nations
| Édition          | Rang | Résultats France | Résultats Barré | Matchs Barré |
| ---------------- | ---- | ---------------- | --------------- | ------------ |
| Six Nations 2024 | 2    | 3 v, 1 n, 1 d    | 2 v, 0 n, 0 d   | 2/5          |
| Six Nations 2025 | 1    | 4 v, 0 n, 1 d    | 1 v, 0 n, 0 d   | 1/5          |

Légende : v = victoire ; n = match nul ; d = défaite ; la ligne est en gras quand il y a Grand Chelem.